# 在アラブ首長国連邦日本国大使館
在アラブ首長国連邦日本国大使館（アラビア語: سفارة اليابان في الإمارات العربية المتحدة、英語: Embassy of Japan in the United Arab Emirates）は、アラブ首長国連邦の首都アブダビにある日本の大使館。
1971年12月、日本がアラブ首長国連邦の独立を承認。1974年4月、アブダビに日本の大使館が開設された。

## 住所
| 所在地 | Villa #633, Mubarak Bin Mohammed Al Nahyan Street, Al Manasir, Abu Dhabi |
| 私書箱 | P.O. Box 2430, Abu Dhabi                                                 |

## 管轄地域
アブダビ首長国を管轄。